# 临安恭公主
临安恭公主（?—?），中国南北朝梁朝公主，梁武帝萧衍之女。
史书没有记载临安公主的夫婿，只是在《南史·卷五十一 列传第四十一 梁宗室上》记述永兴公主萧玉姚和叔叔萧宏私通之后，提及梁武帝的其他三个女儿临安公主和安吉公主蕭玉誌、长城公主萧玉姈最有文采。《隋书·卷三十五·经籍志》记载梁武帝女有《临安恭公主集》三卷。